# Lichenalia escharense
Lichenalia escharense är en mossdjursart som först beskrevs av Louis Beethoven Prout 1859.  Lichenalia escharense ingår i släktet Lichenalia och familjen Rhinoporidae. Inga underarter finns listade i Catalogue of Life.